# ゲイリー・ベイカーチ
ゲイリー・バーネル・ベイカーチ（Gary Burnell Beikirch, 1947年8月29日 - 2021年12月26日）は、アメリカの軍人。ベトナム戦争にはアメリカ陸軍の戦闘衛生兵として従軍し、キャンプ・ダクシーンを巡る戦いの最中、重傷を負いながらも負傷者の治療を続けたことで名誉勲章を受章した。最終階級は軍曹。

## 経歴
1947年8月29日、ニューヨーク州ロチェスターに生まれる。

### 軍歴
1967年8月、ニューヨーク州の大学に通っていたベイカーチは陸軍に入隊する。彼は入隊直後からグリンベレーへの配属を希望していたという。ニュージャージー州フォート・ディックスでの基礎訓練を終えた後、ジョージア州フォート・ベニング内の空挺学校に入校した。空挺学校卒業後はグリンベレーの入隊試験に合格、ノースカロライナ州フォート・ブラッグで特殊部隊員向けの訓練を受けた。その後、戦闘衛生兵に任命され、1969年7月にはベトナムへの派遣が決定した。
ベトナムにて、ベイカーチ軍曹は第5特殊部隊グループB中隊に配属された。同中隊は中部高原・コントゥム内に設置されたキャンプ・ダクシーンに駐屯していた。このキャンプの周辺にはモンタニヤード部族の民兵やその家族が暮らす集落があった。1970年4月1日、キャンプはベトナム人民軍（北ベトナム軍）による大規模な攻勢に晒された。ベイカーチは負傷したモンタニヤード兵を治療しつつ、4.2インチ迫撃砲で反撃を試み、敵の応射でこれが破損した後も機関銃を用いて反撃を続けた。そして負傷したアメリカ兵が無防備な場所に倒れているのを見つけると、彼は銃火の中を走り救助を試みた。この際、彼の近くで榴散弾が炸裂し、破片の1つが彼の背骨の近くに当たって彼の四肢の一部を麻痺させている。彼はモンタニヤード兵の手を借りて場所を移して治療を行った。その後、治療したモンタニヤード兵に人工呼吸を施している最中に側方から銃撃を受けて胃を貫通されるという重傷を負ったが、その後も意識を失うまで担架の上から治療と応戦を続けたのである。彼はヘリコプターで前線を離れ、バレー・フォージ医療センター(Valley Forge Medical Center)に6ヶ月入院することとなった。
1973年10月15日、リチャード・ニクソン大統領はベイカーチのキャンプ・ダクシーンでの戦功に対する名誉勲章の授与を正式に発表した。

### その後

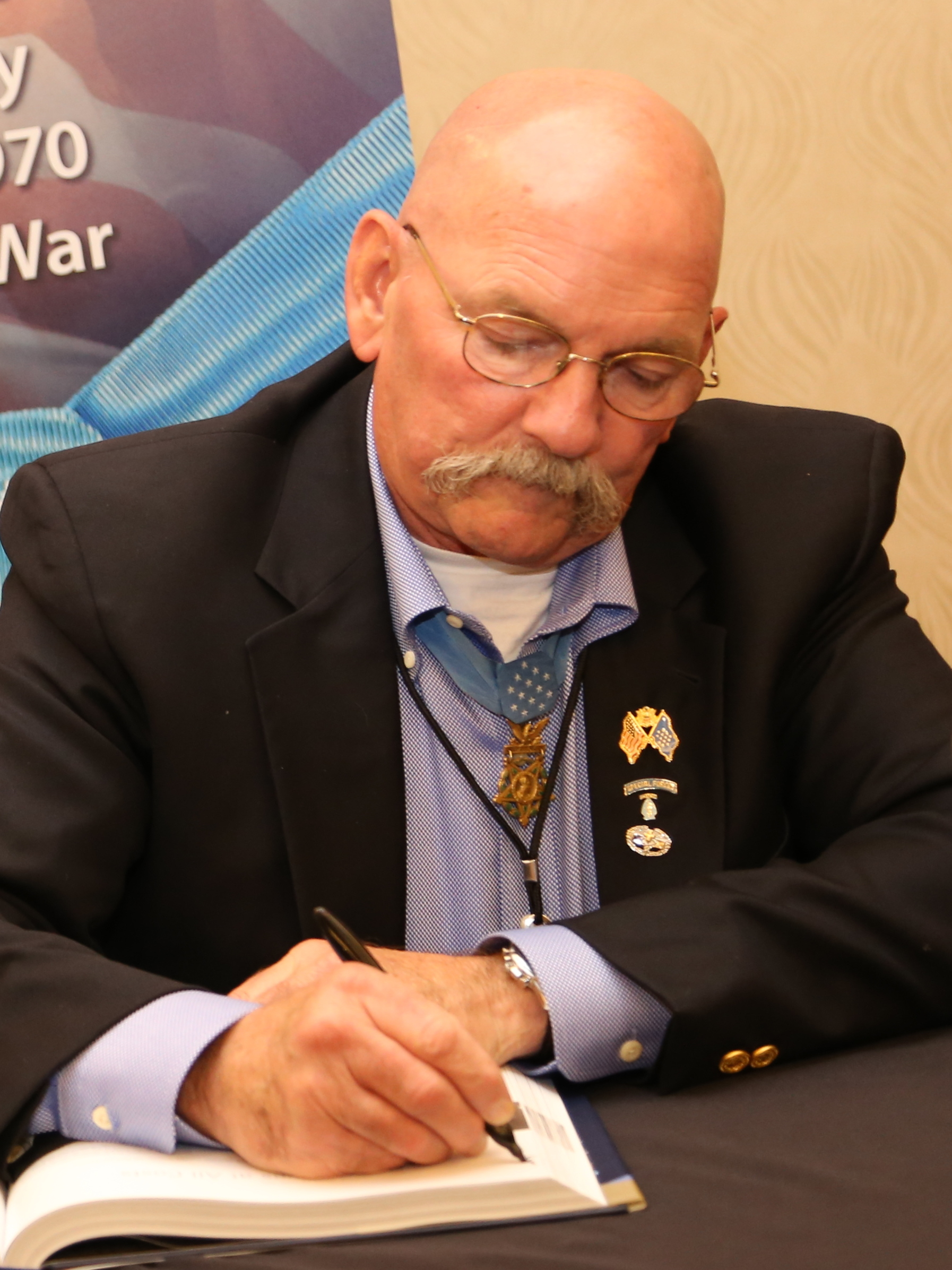
ベイカーチ（2014年）

退役後、ベイカーチはニューハンプシャー州のホワイトマウンテン神学校(White Mountain Seminary)に通い、1975年に卒業した。彼は自らが戦ったコントゥム省にある宣教師病院での勤務を望んでいたものの、同地がまもなく北ベトナム軍に占領された為に彼の夢は叶わなかった。その後、彼はアメリカ国内で牧師として働く傍ら、カンセリングの修士号を修得した。1980年代中頃より、彼は故郷ロチェスターの中学校にてカウンセラーとして勤務しているという。
2012年9月22日、第5特殊部隊グループ第2大隊は新しい大隊作戦ビル(Battalion Operations Complex)を設置した。この建物は彼の名を取ってベイカーチ・ホール(Beikirch Hall)と呼ばれている。
2021年12月26日、故郷ロチェスターにてガンのために死去。

## 名誉勲章の勲記
ベイカーチに授与された名誉勲章の勲記には、次のように記されている。